# Caravelair
Caravelair est une marque française de caravanes dont le centre de production est situé a Tournon-sur-Rhône en Ardèche.

## Historique
Caravelair a été créée en 1962 par l'entreprise d'État Sud-Aviation (qui fabriquait alors la Caravelle, d'où le nom de la marque), afin de renforcer le plan de charge de l'usine. Les techniciens avaient acheté une ou plusieurs caravanes américaines, pour les copier, elles y ressemblaient alors beaucoup. La tôle prélaquée était, à cette époque, peu utilisée en France, cela a facilité son choix chez les autres constructeurs. Ceux-ci n'ont pas vu d'un bon œil l'arrivée d'une firme d'État dans la construction de caravanes[réf. nécessaire].
L'originalité de la construction, avec armature en bois, était la pose de feuillures (cornière aluminium) qui était posées autour de la caravane, une fois la caisse montée, pour accentuer sa rigidité. Pour l'assemblage, on allait de l'intérieur vers l'extérieur, paroi alu posée en dernier, ce qui était une pratique nouvelle, qui sera adoptée par tous les constructeurs, hormis les fabrications tout acier, comme Tesserault, Digue, Trafler, ou acier avec paroi alu, comme Sterckeman. Mais aucun de ces constructeurs n'a gardé la structure acier par la suite.

## Les différents modèles

### Modèles actuels

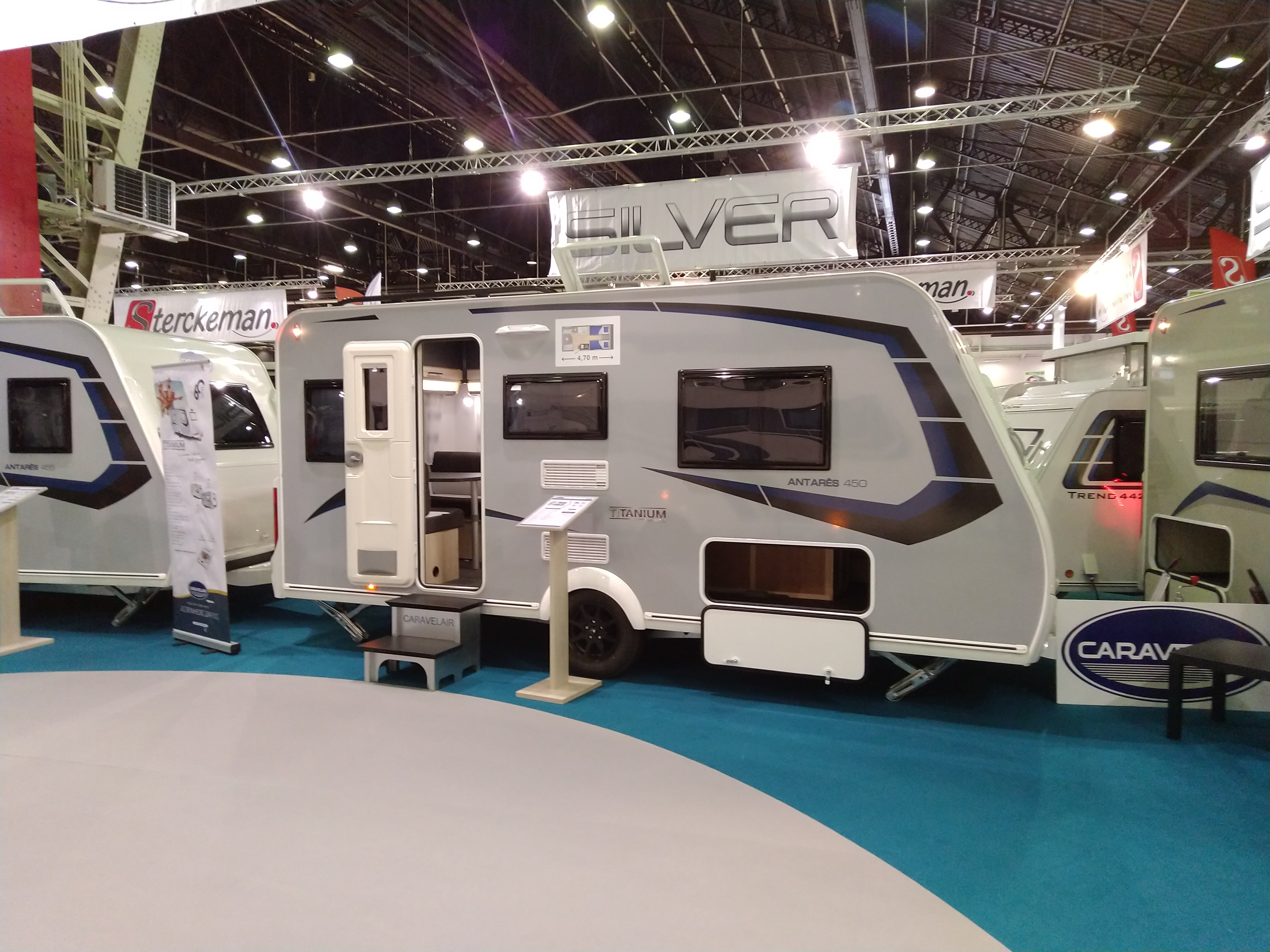
Une Antares 450 de 2021.

Antares
- 376
- 390
- 400
- 426
- 440
- 450
- 460
- 486

Allegra
- 390
- 400
- 450
- 470
- 475
- 486
- 526
- 556

Venicia Premium
- 475
- 480
- 550

Antares Style
- 400
- 440
- 450
- 460

### Anciens modèles
Les premiers modèles sortis dès 1962 sont les Alsace, Bretagne, Armagnac et Languedoc. En 1963, l'Alouette s'ajoute à la gamme, puis viendront ensuite les :
- Catalane
- Gascogne
- Vendée
- Savoie
- Armor
- Bamba (De Luxe)
- Neuchatel
- Lugano